# BlendAI
BlendAI株式会社（英: BlendAI, Inc.）は、東京都中央区銀座に本社を置く人工知能を用いたウェブアプリの開発・販売を行う日本のシステム開発会社。「デルタもん」「ガンマミィ」をはじめとしたキャラクターのライセンス管理事業も行っている。

## 概要
2024年1月、小宮自由によって設立される。小宮によるコロナ禍で顕在化した「孤独」をAIの力で解決したいという考えにより、「二次創作自由なAIキャラクタープロジェクト」の最初のキャラクターとして「デルタもん」が発表された。「声の印税」の必要性を主張している。
二次創作支援として、3DCGモデルやLoRAを公開している。これらはAIを創作の一部に利用していれば自由に利用可能。3DCGモデルやボイスはクラウドファンディングにより開発費用を賄った。
東工大発ベンチャー第173号として認定されている。

## 沿革
- 2024年1月17日 - 設立。
- 2024年1月19日 - デルタもん公開。
- 2024年9月20日 - 東工大発ベンチャーに認定される。